# Die falsche Münze unserer Träume
Die falsche Münze unserer Träume (englischer Originaltitel Toward an anthropological theory of value) ist ein 2001 in englischer Sprache erschienenes Buch des Ethnologen David Graeber, das 2012 in einer deutschsprachigen Übersetzung veröffentlicht wurde.

## Inhalt
Das Werk mit dem Untertitel Wert, Tausch und menschliches Handeln ist eine Auseinandersetzung mit dem Wertbegriff in Sozialwissenschaften und Wirtschaftswissenschaften sowie mit der Handlungstheorie.
Graeber unterscheidet in seinem Werk drei Dimensionen des Wertbegriffes:
1. Wert im Sinn des als gut oder richtig Erwünschten
2. Wert als ökonomisches Maß dessen, was man für ein erwünschtes Gut herzugeben bereit ist
3. Wert im linguistischen Verständnis eines bedeutungsvollen Unterschieds zwischen zwei Elementen

Nach Graeber hätten die Sozial- und Wirtschaftswissenschaften diese drei Aspekte des Wertbegriffes nicht überzeugend analysiert. Die wirtschaftswissenschaftliche Perspektive führe dazu, dass soziale Werte als objektivierbarer Gegenstand betrachtet würden und das soziale Gefüge theoretisch nicht genügend berücksichtigt und in der Praxis möglicherweise zerstört werde. Graeber betont, dass die Ethnologie umgekehrt Belege dafür gesammelt habe, dass der Wert von Dingen nach den sozialen Beziehungen bemessen werde, die in der Herstellung oder durch Tausch entstehen.
Graeber selbst bestimmt Wert als eine Art und Weise, „wie Menschen die Bedeutsamkeit ihrer eigenen Handlungen für die anderen darstellen“.
Aktuelle Strömungen in der Tauschtheorie (2. Kapitel) S. 49-83.
Bis weit ins 20. Jahrhundert hinein gab es keine eigenständige marxistische Ethnologie. Der Marxismus orientierte sich am Evolutionismus Morgans und an Engels‘ Abfolge von Entwicklungsstufen. Zudem ging der Marxismus von den kulturellen Maßstäben des Westens aus. Das war auf Dauer unhaltbar. In den 1960er Jahren entwickelte Louis Althusser eine flexiblere Begrifflichkeit um den Begriff „Produktionsweise“. Ethnologen wie Meillassoux und Godelier schufen Grundlagen. Das Problem der marxistischen Sicht ist, dass sie für Staaten-Gesellschaften entwickelt wurde. Unklar bleibt wie zentrale Begriffe wie u. a. Ausbeutung, Fetischismus, Aneignung und Reproduktion zu übertragen sind. In den einzelnen Jahrzehnten stehen unterschiedliche Themen im Vordergrund. In den 1960er Jahren ist es der Tausch, in den 1970ern die  Produktion, in den 1980ern der Konsum. Reaktionen auf den Marxismus sind der ökonomische Formalismus  und der Neo-Maussianismus.
Mit dem Poststrukturalismus kehrt der homo oeconomicus zurück. Der Poststrukturalismus will – im Gegensatz zum Strukturalismus - alle Totalitäten aufzulösen. Er kennt keine kohärente Struktur oder Hierarchie. Er präsentiert ein Mosaik disparater Oberflächen. Gesellschaft und Individuum sind beide fragmentiert. Für Graeber ist Pierre Bourdieu durch und durch formalistisch. Für Bourdieu liege der Unterschied zwischen Gabentausch und Warentausch ausschließlich in der Verzögerung. Auch der Gabentausch sei am Eigennutz orientiertes Kalkül. Die Leute seien sich des ökonomischen Kalküls bewusst und lehnten es grundsätzlich ab. Dennoch richte sich ihr Handeln danach. Graeber meint, dass die Poststrukturalisten, besonders Foucault und Baudrillard, Macht und Herrschaft so sehr ins Zentrum rücken, dass die Vorstellung einer Welt ohne Macht und Herrschaft für sie unmöglich wurde (siehe Gegenüberstellung S. 10 und 11).
Arjun Appadurai bezieht sich auf Simmel und geht noch weiter als Bourdieu. Der Wert entstehe im Tausch. Für Appadurai gelte in allen Gesellschaften Tausch im kapitalistischen Sinne. Demnach könne man nicht „zwischen Gaben und anderen Warenformen unterscheiden“. Die traditionelle Unterscheidung gelte nicht:
| Gabe = Verhältnisse zwischen Menschen stehen im Vordergrund |  | Warentausch = Gleichwertigkeit zwischen Objekten |

Darauf gibt es Gegenbewegungen. Annette Weiner folgt in ihrem Ansatz Mauss. Ihre Kernthese lautet, es gibt unveräußerliche Besitztümer. Selbst nach ihrer Überreichung würden Gaben noch als zum Schenkenden gehörig empfunden (immeuble). Gaben akkumulieren Geschichte. Die Erbstücke haben eigene Namen und Biographien. Der Wert werde nach der Furcht vor dem Verlust dieses Abbilds der Ewigkeit bemessen. Alle bemühen sich, die wertvollsten Erbstücke nicht zirkulieren zu lassen. Wert ist bei Weiner ein Maß, wie wenig man hergeben will. Simmels Ansicht – die Grundlage Appadurais -, dass Wert durch Tausch entsteht, steht dem diametral entgegen. Weiner folgt in ihrem Ansatz Marcel Mauss.
Marilyn Strathern geht Mauss’ zentraler Frage nach: Was an einer Gabe lässt ihren Empfänger sich verpflichtet fühlen, sie mit einer Gegengabe von etwa gleichem Wert zu erwidern? Bei der Gabe nehmen Objekte menschliche Eigenschaften an. Die Warentausch-Ökonomie behandelt den Menschen als Objekt, offensichtlichstes Beispiel ist menschliche Arbeit. Gegenüberstellung von Christopher Gregory:
| Geschenke                                       |  | Warentausch                             |
| - qualitative Beziehungen zwischen Personen     |  | - quantitative Äquivalenz von Objekten  |
| - Netz persönlicher Beziehungen                 |  | - unpersönlicher Tausch                 |
| - Objekte haben menschliche Eigenschaften       |  | - Menschen werden wie Objekte behandelt |
| - Beschenkter steht in der Schuld des Schenkers |  | - die Dinge selbst sind wichtig         |
| - viel Reichtum hergeben                        |  | - möglichst viel Reichtum akkumulieren  |

Es gibt aber weder reine Schenkökonomie noch reinen Warentausch. Die westliche Gesellschaft geht vom gesunden Menschenverstand aus, der allen gemeinsam sei, und von der Annahme, alle seien einzigartige Individuen. Den Papua in Mount Hagen ist das völlig fremd. Legt man das Hauptaugenmerk auf die Gabe, so sehe man nur das, was die Gesellschaft selbst ins Zentrum rückt: zwei große Männer. Was ist das verborgene Andere? Wer hat die Gaben hergestellt? Auf verschwenderischen Feiern schenken sich große Männer wichtige Gaben, vor allem Schweine. Die Feldarbeit und Versorgung der Schweine leisten die Frauen. Aber nur Männer können Schweine in Ruhm und Ansehen umwandeln. Aus marxistischer Sicht ist das eine Fetischisierung, weil der Anschein erweckt wird, dass die Schweine durch Tauschhandlungen produziert werden statt durch menschliche Arbeit.
Dem widerspricht Strathern, weil darin impliziert sei, dass eine Person irgendein Recht auf das hat, was sie produziert. Wir glauben das, aber es ist nicht universell gültig. Man kann nicht schließen, dass der Tausch der Verschleierung der Realität dient, solange es keinen Anhaltspunkt dafür gibt, dass die einheimische Bevölkerung das genauso sehen kann.
Westliches Denken schreibt jedem Individuum einen Wesenskern zu. Die Melanesier kennen diesen einzigartigen Wesenskern nicht. Melanesiern würde nie einfallen zu behaupten, jemand habe das Recht, sich selbst über das Produkt seiner Arbeit zu definieren. Der Wert liegt vielmehr in der Wahrnehmung der anderen und Personen können nur durch soziale Beziehungen entstehen.
Der Wert einer Sache oder Person liegt in der Bedeutung, die durch Einordnung in ein größeres Kategoriensystem entsteht. Bei den Mae-Enga gibt es sechs Sphären. In der höchsten sind lebende Schweine und Kasuare. Die Objekte in den Sphären werden in Hinblick auf ihre Fähigkeit, Geschichte zu bewahren eingestuft. Nur je in den Sphären wird getauscht. Jede übermittelte Geschichte ist immer einzigartig und kann daher nicht Grundlage eines Wertsystems sein. Eigentlich ist der Tausch von etwas gegen dasselbe unmöglich, denn ein spezifisches Schwein sei am nächsten Tag älter und daher ein anderes Schwein. Demnach – so resümiert Graeber -  ist Wert
1.) ein zahlenmäßiger Vergleich (gleicher Geldwert),
2.) eine Position in der Rangordnung der Objekte,
3.) der Bezug eines Objekts zu seinem Ursprung.
Zumindest in Melanesien ist der Vergleich „zwischen einem Ding und seinem Ursprung“ entscheidend. Für Strathern ist Wert „ein bedeutsamer Unterschied“ (Saussure) und es geht darum den Gegenstand innerhalb eines Kategorienrahmens zu platzieren. Damit verliert Wert aber viel von der Erklärungsmacht, die ihn erst attraktiv gemacht hat. Dieser Prozess des Vergleichens einzigartiger Geschichten ist theoretisch äußerst schwer zu erfassen. Auf mediterrane Tauschtraditionen (antikes Griechenland, Algerien) ist das nicht übertragbar. Dort geht es beim Schenken oft um die Vernichtung des politischen Gegners.
Nancy Munn hat den Kula in Melanesien untersucht. Die klare Rangordnung der Halsketten und Armreife spiegelt deren Fähigkeit wider, Geschichte zu bewahren. Munn bezeichnet das, was andere als „Sphären“ benennen, als „Wertebenen“. Wer sich dort befindet, erhält mehr Kontrolle über und größeren Einfluss auf Zeit und Raum bzw. die ‚intersubjektive Raumzeit‘ (Munn).
Während Strathern von einem Geflecht sozialer Beziehungen ausgeht, stellt Munn das menschliche Handeln ins Zentrum. Wert trete in Handlungen zutage und sei eine Weise, wie Menschen sich die Bedeutsamkeit ihrer Handlungen (höchste Form ist ‚Ruhm‘) vergegenwärtigen. Diese Bedeutsamkeit muss von jemand anderem erkannt wird.
Für Nancy Munn ist Wert die Macht, soziale Beziehungen zu schaffen. Dieser Ansatz zeige in eine völlig andere Richtung als die bisher vorgestellten Werttheorien. Graeber sieht dies als produktives Fazit seiner Untersuchung. Demnach brechen Munns Vorstellungen die Dichotomie von Gabe und Ware auf. Waren müssen produziert werden und soziale Beziehungen müssen geschaffen und unterhalten werden. Beides gehe nur mit Zeit, Energie, Intelligenz und Sorge. Damit käme man Annette Weiners Argument nahe, der Wert von Dingen („transzendenter Wert“) wäre einfach eine Wirkung der Bemühungen von Menschen, diese Dinge zu bewahren, zu schützen und zu erhalten.

## Rezeption
Michael Adrian resümiert in der FAZ, dass das Werk Graeber „als linken Intellektuellen [zeige], der den Rückzug progressiven Denkens in das Schneckenhaus desillusionierter Theoriebildung im Sturmschritt rückgängig machen möchte“.

## Ausgaben
- David Graeber: Die falsche Münze unserer Träume. Wert, Tausch und menschliches Handeln. Diaphanes, Zürich 2012, ISBN 978-3-03734-242-8 (englisch: Toward an anthropological theory of value: the false coin of our own dreams. Übersetzt von Michaela Grabinger, Sven Koch, Andrea Stumpf, Gabriele Werbeck).